# Nicole Antibe
Nicole Antibe (nacida el 11 de abril de 1974 en París, Francia) es una exjugadora de baloncesto francesa. Con 1.90 metros de estatura, jugaba en la posición de pívot.